# Diplazium pseudosetigerum
Diplazium pseudosetigerum là một loài thực vật có mạch trong họ Woodsiaceae. Loài này được (H. Christ) Fraser-Jenk. mô tả khoa học đầu tiên năm 2008.